# Cộng sinh

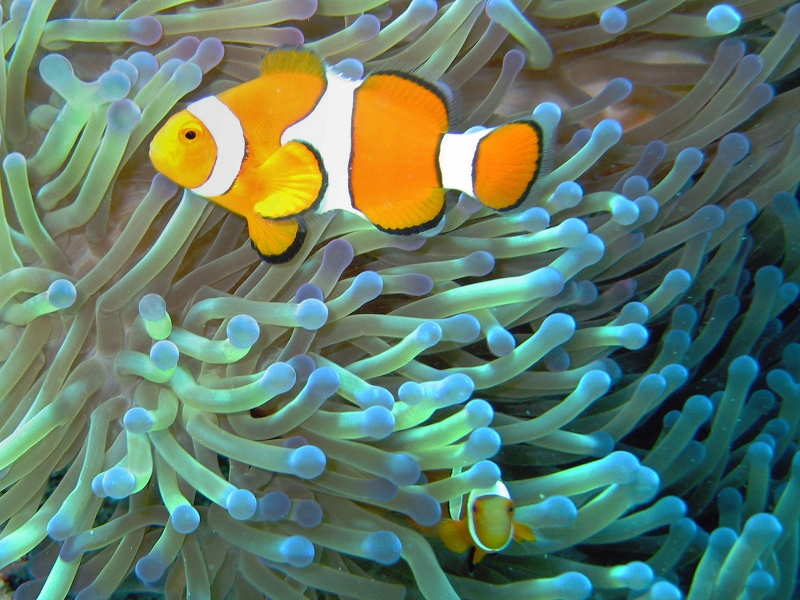
Cá hề cộng sinh với hải quỳ.

Cộng sinh là hiện tượng cùng nhau chung sống trong thời gian lâu dài giữa hai hay nhiều loài sinh vật khác nhau. Đây là một khái niệm thuộc lĩnh vực sinh thái học, trong tiếng Anh là symbiosis, được cho là do Bennett đã sử dụng từ năm 1877, gốc từ "symbiosis" - để chỉ những người sống chung nhau trong một cộng đồng - để miêu tả quan hệ hợp tác chặt chẽ giữa nấm và tảo trong địa y. Năm 1879, nhà nấm học người Đức Heinrich Anton de Bary đã định nghĩa sự cộng sinh "là sự chung sống cùng nhau của những sinh vật không giống nhau".
Định nghĩa về sự cộng sinh vẫn là một chủ đề tranh cãi trong giới khoa học. Một số nhà khoa học cho rằng cộng sinh chỉ nên đề cập đế sự tương hỗ bền chặt, trong khi những người khác cho rằng nó nên áp dụng cho bất kỳ kiểu tương tác sinh học bền chặt (ví dụ như hỗ sinh, ký sinh, hội sinh).

## Đặc điểm

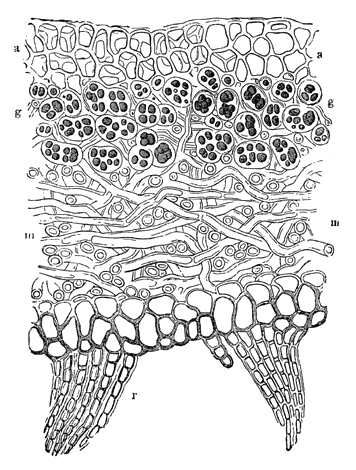
Địa y Sticta fuliginosa là thể cộng sinh giữa nấm và vi khuẩn quang hợp.

Quan hệ cộng sinh giữa hai (hay nhiều hơn) loài sinh vật có các đặc điểm cơ bản sau:
- Các loài tham gia (còn gọi là đối tác) bắt buộc phải chung sống với nhau, nghĩa là mỗi đối tác khi tách riêng thì không thể sinh tồn độc lập. Do đó có tính chất ổn định lâu dài.
- Trong quá trình chung sống, các đối tác này cung cấp cho nhau các điều kiện cần thiết đảm bảo cho sự tồn tại và phát triển liên tục. Do đó, các đối tác đều cùng có lợi cho sự sinh tồn của chúng.

Ví dụ điển hình thường dùng là: địa y bao gồm nấm cộng sinh với vi khuẩn lam, trong đó nấm (không có lục lạp) có khả năng hấp thụ nước và khoáng cho đối tác; còn vi khuẩn (không có rễ) lại có lục lạp nên quang hợp được, tạo chất hữu cơ cho đối tác nấm. Chúng không thể sống độc lập, tách biệt được.

## Các dạng
Nói chung, các nhà khoa học phân biệt hai dạng cộng sinh chính: cộng sinh (bình thường) và nội cộng sinh, có thể diễn ra ở cấp cơ thể hoặc ở cấp tế bào.
Quan hệ cộng sinh bào gồm các mối quan hệ mà trong đó một sinh vật sống trên một sinh vật khác (ectosymbiosis, như mistletoe), hoặc nơi mà một sinh vật cộng sinh sống bên trong một sinh vật khác (endosymbiosis, như lactobacilli và các vi khuẩn khác sống trong cơ thể người hoặc zooxanthelles trong san hô). Cộng sinh cũng được phân loại theo kiểu gắn kết vật lý của các sinh vật; sự cộng sinh mà trong đó các sinh vật hợp thành một thể thống nhất gọi là cộng sinh tiếp xúc, và sự cộng sinh mà trong đó chúng không kết hợp thành một cơ thể thống nhất gọi là cộng sinh không gắn kết.